# NGC 313
NGC 313 je dvostruka zvijezda u zviježđu Ribama.

## Vanjske poveznice
- SEDS: NGC 0313